# Ain Kansra
Ain Kansra  (in arabo عين قنصرة‎?) è un centro abitato e comune rurale del Marocco situato nella provincia di Moulay Yacoub, regione di Fès-Meknès. Conta una popolazione di 12 291 abitanti (censimento 2014).